# Sanctuaire de Santo Hermano Pedro

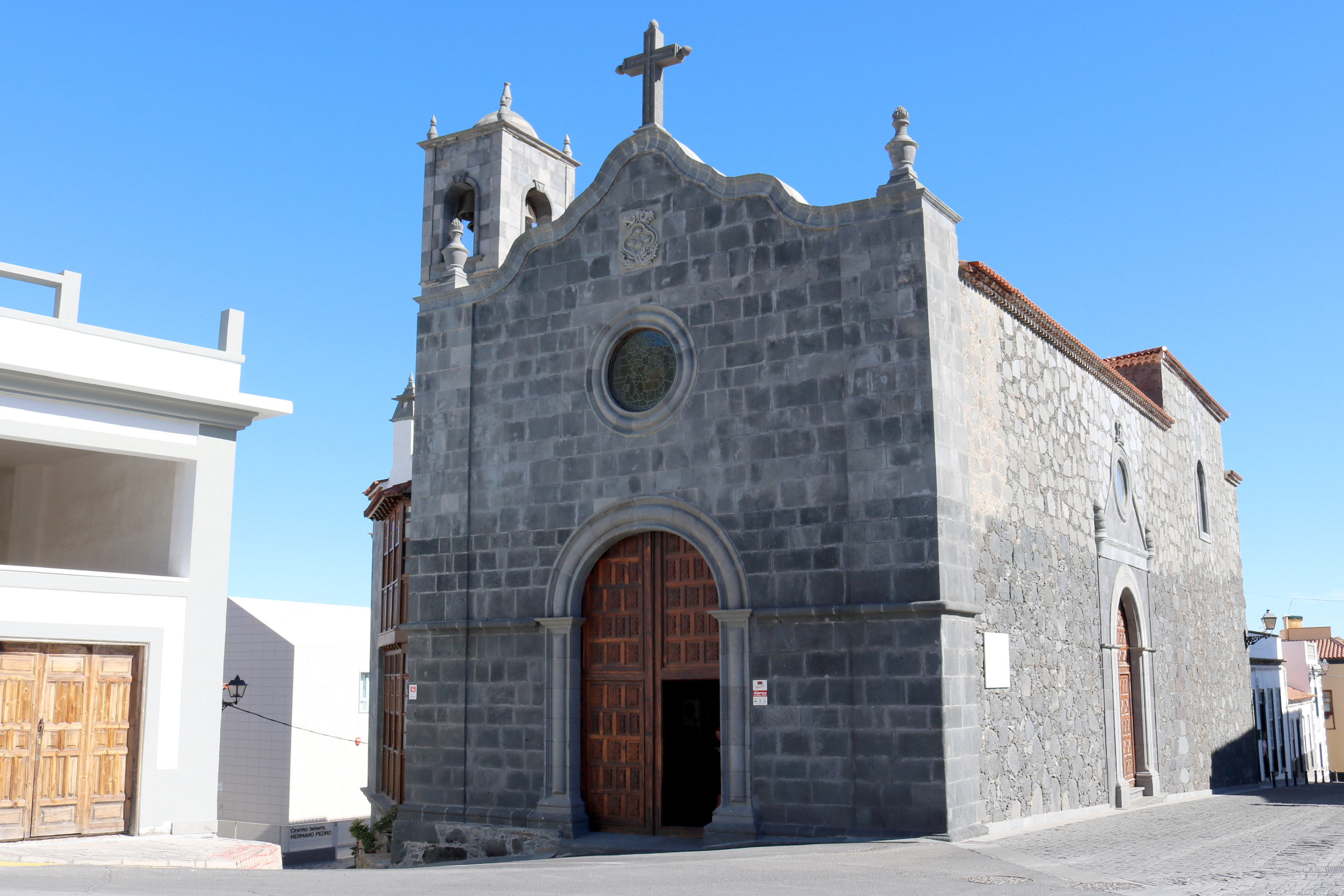
Le sanctuaire de Santo Hermano Pedro.

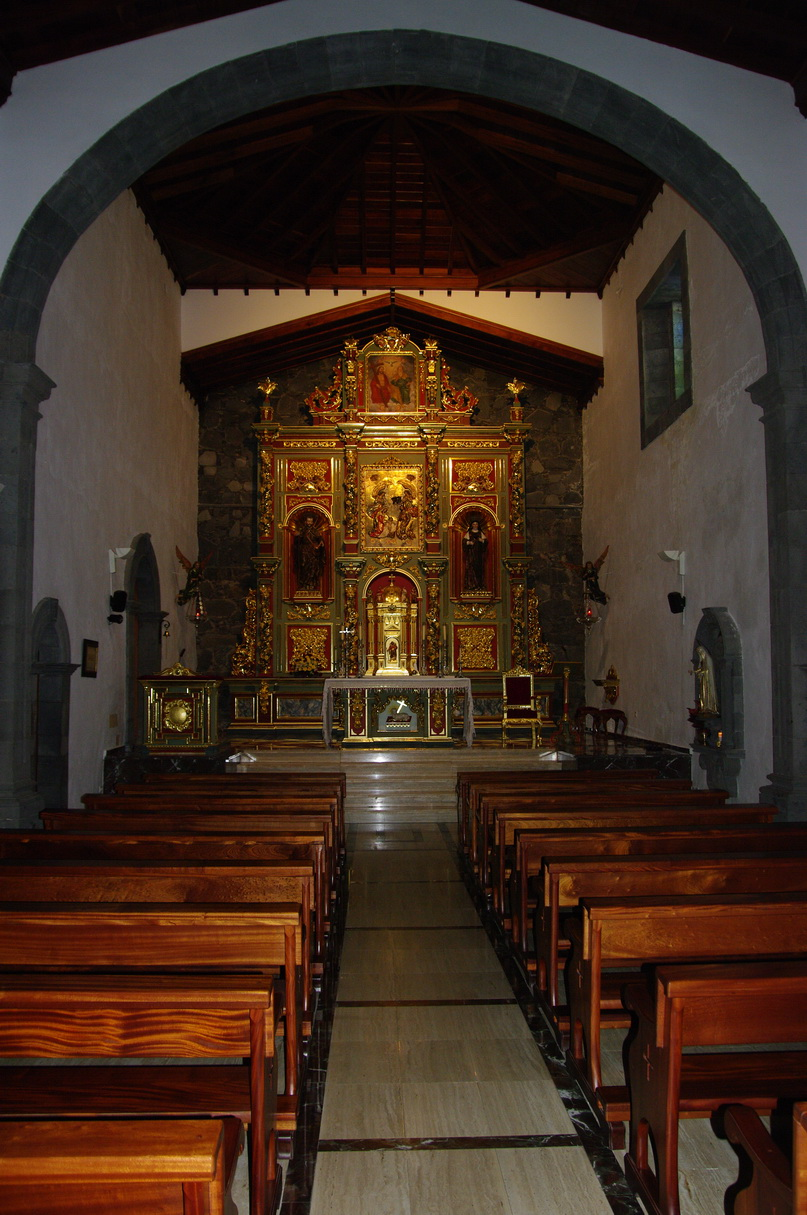
Intérieur du sanctuaire.

Le sanctuaire de Santo Hermano Pedro est un édifice religieux catholique situé dans la ville de Vilaflor de Chasna, dans le sud de l'île de Tenerife, aux îles Canaries, en Espagne. Le sanctuaire est dédié à saint Pedro de San José Betancur, le premier saint natif des îles Canaries.

## Histoire
Le sanctuaire est construit sur le site occupé par la maison où il est né et a vécu. Le même bâtiment abrite également un couvent de l'Ordre du Betlemitas fondé par Betancur au Guatemala en 1656.
C'est cet ordre qui a ordonné autour de 1776 la construction d'un temple en l'honneur de son fondateur dans sa ville natale. Cependant, les travaux a été stoppés à la suite de la disparition de l'ordre après les réformes politiques menées en Espagne au XIXe siècle.
En 1981, après la restauration de l'ordre, les religieux ont relancé le projet de construction du temple. En 2002, les travaux de construction du sanctuaire sont consacrés par l'évêque du diocèse de Tenerife Mons. Felipe Fernández García, à l'occasion de la canonisation de Pedro de Betancur.
Dans le retable sont les images de Saint Pedro de San José Betancur et bienheureux Encarnación Rosal (reformadora de l'ordre féminine du Betlemitas). Au centre des deux, il est en relief la scène de la Nativité de Jésus à Bethléem, thème principal de la spiritualité Bethlemite.
Dans cette église se trouvent deux reliques de San Pedro de Betancur : une vertèbre et la cloche utilisée pour appeler les fidèles.